# Грбови рејона Липецке области
Грбови рејона Липецке области обухвата галерију грбова административних јединица руске области — Липецке области, са статусом градских округа и рејона, те њихове историјске грбове (уколико их има).
Већина грбова настала је након успостављања Руске Федерације и Липецке области, као њеног саставног субјекта.

## Грбови округа и рејона
- Грб града 
 Јелеца
- Грб града 
 Липецка
- 1 — Грб рејона 
 Воловски
- 2 — Грб рејона 
 Грјазински
- 3 — Грб рејона 
 Данковски
- 4 — Грб рејона 
 Добрински
- 5 — Грб рејона 
 Добровски
- 6 — Грб рејона 
 Долгоруковски
- 7 — Грб рејона 
 Јелечки
- 8 — Грб рејона 
 Задонски
- 9 — Грб рејона 
 Измалковски
- 10 — Грб рејона 
 Краснински
- 11 — Грб рејона 
 Лебедјански
- 12 — Грб рејона 
 Лев-Толстовски
- 13 — Грб рејона 
 Липецки
- 14 — Грб рејона 
 Становљански
- 15 — Грб рејона 
 Тербунски
- 16 — Грб рејона 
 Усмански
- 17 — Грб рејона 
 Хљевенски
- 18 — Грб рејона 
 Чаплигински